# Rosie (Don Partridge)
Rosie is de debuutsingle van Don Partridge. Het is afkomstig van zijn debuutalbum Don Partridge. Partridge had maar een kortlopende loopbaan in de commerciële muziekwereld. Hij was echter jarenlang straatartiest. De opvolger Blue eyes, haalde de Top 40 nog wel, maar verkocht te weinig voor de Daverende 30.

## Hitnotering
Rosie haalde Britse single top 50 met twaalf weken notering en een vierde plaats als hoogste.

### Nederlandse Top 40
| Positie: | 37 | 24 | 16 | 11 | 7 | 7 | 10 | 14 | 24 | 30 | uit |

### NederlandseDaverende 30
| Positie: | 16 | 13 | 7 | 5 | 11 | 15 | 18 | uit |

### NPO Radio 2 Top 2000
Rosie stond alleen in 1999 in de NPO Radio 2 Top 2000, op plek 1891.